# Metopina amapaensis
Metopina amapaensis är en tvåvingeart som beskrevs av Borgmeier 1967. Metopina amapaensis ingår i släktet Metopina och familjen puckelflugor. Inga underarter finns listade i Catalogue of Life.